# Discografia de Rainbow (grupo sul-coreano)
Esta é a discografia do girl group sul-coreano Rainbow. Consiste de dois álbuns de estúdio, dois extended plays, onze singles e sete trilhas sonoras. O grupo fez sua estreia na Coreia do Sul com o EP Gossip Girl em 19 de novembro de 2009 e no Japão com o single "A" em 14 de setembro de 2011.

## Álbuns de estúdio
| Título           | Detalhes do álbum | Melhores posições | Melhores posições | Vendas                     |
| Título           | Detalhes do álbum | JPN               | KOR               | Vendas                     |
| Em coreano       | Em coreano | Em coreano        | Em coreano        | Em coreano                 |
| ---------------- | --- | ----------------- | ----------------- | -------------------------- |
| Rainbow Syndrome | - Lançamento: - Parte 1: 13 de Fevereiro de 2013 - Parte 2: 05 de Junho de 2013 - Duração Parte 1: 19:49 - Duração Parte 2: - Gravadora: DSP Media - Formatos: CD, download digital | 164               | 2                 | - KOR: 20.900+ - JPN: 642+ |
| Em japonês       | |                   |                   |                            |
| Over the Rainbow | - Lançamento: 28 de março de 2012 - Relançamento: 12 de dezembro de 2012 - Duração: 36:00 - Gravadora: Universal Sigma - Formatos: CD, download digital                             | 10                | —                 | - JPN: 31.600+             |

### EPs
| Título                   | Detalhes do álbum | Melhores posições | Vendas                                            |            |
| Título                   | Detalhes do álbum | KOR               | Vendas                                            |            |
| Em coreano               | Em coreano | Em coreano        | Em coreano                                        | Em coreano |
| ------------------------ | --- | ----------------- | ------------------------------------------------- | ---------- |
| Gossip Girl              | - Lançamento: 17 de novembro de 2009 - Duração: 16:07 - Gravadora: DSP Media - Formatos: CD, download digital                                               | 2                 | - KOR : 15.000+                                   |            |
| So Girls                 | - Lançamento: 6 de abril de 2011 - Relançamento (Sweet Dream): 22 de junho de 2011 - Duração: 20:31 - Gravadora: DSP Media - Formatos: CD, download digital | 3                 | - JPN : 1.450+ - KOR : 39.400+ (Álbum + Reedição) |            |
| RB Blaxx (special album) | - Lançamento: 20 de Janeiro de 2014 - Gravadora: DSP Media - Formatos: CD, download digital                                                                 | 3                 | - 6,436+                                          |            |
| Innocent                 | - 23 de Fevereiro de 2015 - Gravadora: DSP Media - Formatos: CD, download digital                                                                           | 5                 | - 4,176+                                          |            |

## Singles
| "Gossip Girl"                                                                                | 2009 | 62 | —  | — | —  | —  |                        | Gossip Girl                      |
| "Not Your Girl"                                                                              | 2010 | 84 | —  | — | —  | —  |                        | Gossip Girl                      |
| "A"                                                                                          | 2010 | 9  | —  | — | —  | —  | - KOR (DL): 1,617,074+ | So Girls                         |
| "Mach"                                                                                       | 2010 | 19 | —  | — | —  | —  |                        | So Girls                         |
| "To Me"                                                                                      | 2011 | 5  | —  | — | —  | —  | - KOR (DL): 1,484,948+ | So Girls                         |
| "Sweet Dream"                                                                                | 2011 | 8  | —  | — | —  | —  | - KOR (DL): 1,266,120+ | So Girls: Sweet Dream            |
| "Hoi Hoi" (Subgrupo: Rainbow Pixie)                                                          | 2012 | 35 | 35 | — | —  | —  | - KOR (DL): 664,610+   | Single somente                   |
| "Tell Me Tell Me"                                                                            | 2013 | 14 | 13 | — | —  | —  | - KOR (DL): 754,331+   | Rainbow Syndrome Part.1 / Part.2 |
| ''Sunshine''                                                                                 | 2013 | 13 | 8  | — | —  | —  | - KOR (DL): 401,939+   | Rainbow Syndrome Part.1 / Part.2 |
| ''Cha Cha'' (Subgrupo: Rainbow Blaxx)                                                        | 2014 | 20 | 26 | — | —  | —  | - KOR (DL): 342,833+   | RB Blaxx (special album)         |
| Black Swan                                                                                   | 2015 | 43 | —  | — | —  | —  | - KOR (DL): 47,132     | Innocent                         |
| Em japonês                                                                                   |      |    |    |   |    |    |                        |                                  |
| "A"                                                                                          | 2011 | —  | —  | 3 | 4  | 15 | - JPN: 45.000+         | Over the Rainbow                 |
| "Mach"                                                                                       | 2011 | —  | —  | 9 | 15 | 69 | - JPN: 22.000+         | Over the Rainbow                 |
| "Gonna Gonna Go!"                                                                            | 2012 | —  | —  | 7 | 23 | 86 | - JPN: 17.000+         | Over the Rainbow                 |
| "—" indica lançamentos que não figuraram nas paradas ou que não foram lançados nessa região. |      |    |    |   |    |    |                        |                                  |

### Singles promocionais

#### Em japonês
| Ano  | Título        | Álbum                              |
| ---- | ------------- | ---------------------------------- |
| 2012 | "Candy Girls" | Over the Rainbow (Edição especial) |

## Outras canções

### Em coreano
| Ano  | Título                               | Melhor posição | Álbum                                 |
| ---- | ------------------------------------ | -------------- | ------------------------------------- |
| 2009 | "Sad But Romantic" (슬퍼도 로맨틱)   | 62             | The Sparkling OST Part.1              |
| 2009 | "Kiss"                               | 115            | Gossip Girl                           |
| 2011 | "So Cool"                            | 104            | So Girls                              |
| 2011 | "I Said You're The One" (너뿐이라고) | 111            | So Girls                              |
| 2011 | "I'm With You" (그대와 난)           | 61             | 시티헌터 OST Part.6 (City Hunter OST) |
| 2013 | "A Story You Never Knew But I Know"  | 143            | Rainbow Syndrome                      |
| 2013 | "Golden Touch" (너뿐이라고)          | 200            | Rainbow Syndrome                      |

## Trilhas sonoras
| Ano                                     | Título                                          | Canção                                  |
| --------------------------------------- | ----------------------------------------------- | --------------------------------------- |
| 2011                                    | Sparkling                                       | - "Sad But Romantic"                    |
| 2011                                    | SBS Zoobles!                                    | - "I Love Zoobles" - "Zooblesui Moheom" |
| 2011                                    | SBS City Hunter                                 | - "I'm With You"                        |
| 2011                                    | MBC Hooray for Love (Hyunyoung & Gyuri do Kara) | - "Galpangjilpang"                      |
| 2012                                    |                                                 |                                         |
| TV Tokyo Zoobles!                       | - "CANDY GIRLS!"                                |                                         |
| tvN I Love Italy (Jisook & Min Hoon Ki) | - "We Shall Love"                               |                                         |
| SBS/TV Tokyo Rainbow Rose               | - "Sweet"                                       |                                         |

## Colaborações
| Ano  | Canção           | Integrante(s) | Outro(s) artista(s) | Álbum                |
| ---- | ---------------- | ------------- | --- | -------------------- |
| 2010 | "Let's Go!"      | Jaekyung      | Changmin, Jun.K, Bumkey, Gayoon, Kahi, Anna, Junhyung, G.NA, Luna, Seohyun, IU, Gyuri, LaLa, G.O, Min, Jonghyun, Jieun, Seo In Guk, Sungmin e Son Dam Bi | Lançamento sem álbum |
| 2011 | "Galpangjilpang" | Hyunyoung     | Gyuri | Hooray for Love OST  |
| 2012 | "We Shall Love"  | Jisook        | Min Hoon Ki | I Love Italy OST     |

## Videoclipes
| Ano  | Videoclipe                 | Duração |
| ---- | -------------------------- | ------- |
| 2009 | "Gossip Girl"              | 3:12    |
| 2010 | "A"                        | 3:27    |
| 2011 | "To Me"                    | 4:19    |
| 2011 | "Sweet Dream"              | 3:40    |
| 2011 | "A" (versão em japonês)    | 3:29    |
| 2011 | "Mach" (versão em japonês) | 3:29    |
| 2012 | "Hoi Hoi"                  | 3:25    |
| 2012 | "Gonna Gonna Go!"          | 4:00    |
| 2012 | "Candy Girls"              | 3:08    |
| 2012 | "Sweet"                    | 3:45    |
| 2013 | "Tell Me Tell Me"          | 3:27    |